# Hidra (mjesec)
Hidra je Plutonov mali prirodni satelit.  Najbližu fotografiju snimila je sonda New Horizons 14. srpnja 2015. godine.

## Vanjske poveznice
- IAU Circular No. 8625 opis otkrića
- Background Information Regarding Our Two Newly Discovered Satellites of Pluto  Arhivirana inačica izvorne stranice od 26. lipnja 2006. (Wayback Machine) – Internet stranice tima otkrivača
- NASA's Hubble Reveals Possible New Moons Around Pluto – HST - Izvješće za tisak
- Two More Moons Discovered Orbiting Pluto (SPACE.com)
- Pluto's Newest Moons Named Hydra and Nix (SPACE.com)